# Raffelsiefen
Raffelsiefen ist eine Ortschaft in der Gemeinde Wipperfürth im Oberbergischen Kreis im Regierungsbezirk Köln in Nordrhein-Westfalen (Deutschland).

## Lage und Beschreibung
Raffelsiefen liegt im Floßbachtal an der Kreisstraße K18 von Grunewald zur Jörgensmühle. Nachbarorte sind Niederflosbach, Baumhof, Oberflosbach, und Buchholz.
Der Ort gehört zum Gemeindewahlbezirk 150 und damit zum Ortsteil Thier.

## Geschichte
Die Karte Topographia Ducatus Montani aus dem Jahre 1715 zeigt einen Hof und bezeichnet diesen mit „Rapelssiepen“. Die Topographische Aufnahme der Rheinlande von 1825 zeigt auf umgrenztem Hofraum vier getrennt voneinander liegende Grundrisse und bezeichnet sie mit „Raffelsiepen“.

## Busverbindungen
Über die in 1,4 km Entfernung gelegene Haltestelle der Linie 426 (VRS/OVAG) in Thier ist Raffelsiefen an den öffentlichen Personennahverkehr angebunden.